# 李彥章
李彥章（1794年—1836年），字則文、一字蘭卿，號榕園，福建侯官（今福州市）人。清朝文人。

## 生平
李彥章於嘉慶十六年（1811年）考中進士（和林則徐同榜），擔任內閣中書。嘉慶十九年（1814年）冬消寒詩社（又稱宣南詩社）成員，參加者有陶澍、朱珔、胡承珙、李彥章、梁章鉅、劉嗣綰、周之琦、林則徐等。嘉慶二十三年（1818年），擔任江西鄉試的主考官。道光二年（1822年）擔任軍機章京，隔年（1822年），升任為內閣侍讀。道光五年（1825年），李彥章被派任為廣西思恩知府。他在廣西時以興辦學校與教育人才為主要的貢獻，他出資興建陽明書院、西邕書院等，並倡辦義學。他也親自撰寫教材並親自講授。此外，他也在廣西武緣、賓州、上林與遷江等四州縣建了許多的水利工程，共計塘圳336處，水壩430處。鼓勵農民用兩輪耕作，提高農作產量。道光八年（1828年），他調任為慶遠知府。他於此地整頓府學，並修復慶江書院。隔年（1829年）又調職為潯州知府。道光十三年（1833年）二月，升任江蘇常鎮通海道，負責當地關稅事務，他使關務連年虧損獲得改善，並能夠得到盈餘。當時擔任江蘇巡撫的林則徐也頗為稱讚。同年十一月至次年（1834年）四月，擔任江蘇按察使，繼續推廣兩輪耕作，提高農作產量。道光十六年（1836年）正月，升任為山東鹽務使，但是在尚未赴任時就病逝。
李彥章著有《榕園識字編》、《榕園辨韻編》、《江南催耕課稻編》、《江南勸種早稻說》、《江南勸種再熟稻說》、《劉河志》、《練湖志》、《三十六湖志》、《焦山志》、《芍藥志》與《蘇亭小志》等等，後來以《榕園全集》傳世。